# Häfeli DH-1
Die Häfeli DH-1, andere Schreibweise Haefeli DH-1, war ein Militärflugzeug in Doppeldeckerbauweise des Schweizer Konstrukteurs August Haefeli.

## Geschichte
Die Eidgenössische Konstruktionswerkstätte (K + W) gründete 1915 eine eigene Abteilung Flug für den Flugzeugbau mit einem Werk in Thun. Als leitenden Ingenieur stellte man August Haefeli ein, der zuvor in Frankreich bei Farman und in Deutschland bei den AGO Flugzeugwerken von Gustav Otto gearbeitet hatte. Für AGO konstruierte Haefeli den Aufklärer AGO C.I, der als besonderes konstruktives Auslegungsmerkmal doppelte Leitwerksträger aufwies.
Nach seiner Rückkehr in die Schweiz begann er mit der Arbeit an der DH-1, die sich konzeptionell an den dreistieligen, in Holzbauweise gefertigten AGO C-Typ anlehnte. Die DH-1 wies ebenfalls eine Rumpfgondel mit einem Druckpropeller und doppelte Leitwerksträger auf. Die Maschine besass ein Vierradfahrwerk mit je einem Hecksporn unter den beiden Auslegern. Die Besatzung sass in der Rumpfgondel auf Tandemsitzen, wobei der Beobachter, mit einem Maschinengewehr Mg 11 (Kaliber 7,5 mm) vor dem Piloten sass. Der als Antrieb eingesetzte 120 PS leistende Sechszylinder-Reihenmotor Argus As II der Argus Motoren Gesellschaft wurde in Lizenz von der Gebrüder Bühler AG in Uzwil hergestellt.
Von der DH-1 wurden sechs Maschinen bei der Eidgenössischen Konstruktionswerkstätte in Thun gebaut, die 1916 bis 1919 bei der Schweizer Flugwaffe als Aufklärungsfluggerät eingesetzt waren, jedoch kaum eine Rolle spielten. Die Flugzeuge waren eigentlich nur Prototypen und unterscheiden sich entsprechend voneinander. Innerhalb eines Jahres wurden zudem drei Flugzeuge bei Unfällen zerstört. Da auch die Leistung und Flugeigenschaften der Maschine nicht befriedigten, wurden die Verbliebenen 1919 ausgemustert und verschrottet. Ein Nachbau wurde in rund 9'700 Arbeitsstunden von pensionierten Mitarbeitern der Betriebsgruppen des Bundesamtes für Militärflugplätze fertig gestellt. Das Flugzeug wurde am 3. Oktober 1985 bei der Jubiläumsveranstaltung 75 Jahre Flugplatz Dübendorf dem Fliegermuseum übergeben, dem heutigen Flieger-Flab-Museum. Am Tag der Übergabe rollte das Flugzeug aus eigener Kraft.

## Technische Daten

Häfeli DH-1 Nr. 43 (später 243) während des Ersten Weltkrieges

| Kenngrösse            | Daten                                       |
| --------------------- | ------------------------------------------- |
| Besatzung             | 2                                           |
| Länge                 | 8,82 m                                      |
| Spannweite            | 12,80 m                                     |
| Höhe                  | 3,00 m                                      |
| Flügelfläche          | 38,00 m²                                    |
| Leermasse             | 750 kg                                      |
| max. Startmasse       | 1125 kg                                     |
| Höchstgeschwindigkeit | 126 km/h                                    |
| Dienstgipfelhöhe      | 3000 m                                      |
| Reichweite            | 250 km                                      |
| Triebwerk             | ein Argus As II mit 120 PS (88 kW) Leistung |